# Der Müller als Zauberer, Betrüger und Brautwerber

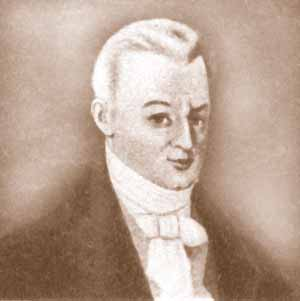
Der Librettist Alexander Ablessimow

Der Müller als Zauberer, Betrüger und Brautwerber (russisch Мельник – колдун, обманщик и сват / Melnik – koldun, obmanschtschik i swat, wiss. Transliteration Mel'nik – koldun, obmanščik i svat) gilt als die erste russische Komische Oper. Ihr Komponist war Michail Sokolowski (1756–um 1796), über den nur wenig bekannt ist. Das Libretto stammt von Alexander Ablessimow (1742–1783). Das Werk wurde am 20. Januarjul. / 31. Januar 1779greg. im Theater von Michael Maddox im Hause Woronzow auf der Snamenka in Moskau uraufgeführt und im Februar in Sankt Petersburg gespielt. Sokolowski verarbeitete volkstümliche russische Weisen. Auf den Spielplänen russischer Opernhäuser hielt sich die Oper bis ins 19. Jahrhundert hinein.
Das Stück wurde lange Zeit dem Komponisten Jewstignei Fomin zugesprochen, der es jedoch nur musikalisch bearbeitete.

## Handlung
Die Oper spielt in einem russischen Dorf.

### Erster Akt
Wald; in der Ferne die Hütten eines kleinen Dorfes, in der Nähe die Mühle
Der Müller Faddei (Thaddäus) ist erfolgreich, indem er bei den Bauern seinen Ruf als Zauberer ausnutzt. Filimon, der ihn aufgesucht hat, um sein verlorenes Pferd zu finden, beschließt, ihn um Hilfe zu bitten, um Anjuta zu gewinnen, deren Eltern sich nicht entscheiden können, wen sie heiraten soll. Die Mutter sucht einen Adligen, der Vater einen Bauern.

### Zweiter Akt
Feld; in der Ferne die Mühle, in der Nähe ein Bauernhof
Filimon erklärt Anjuta, dass er Faddeis Unterstützung in Anspruch genommen hat. Fetinja, die Faddeis Fähigkeiten als Wahrsager schätzt, fragt, wer Anjutas Ehemann sein wird. Der Müller schickt sie auf einen Spaziergang und sagt, dass es ein Gentleman sein wird, die erste Person, die sie auf ihrem Weg treffen wird (Filimon natürlich). Als Faddei Ankudin trifft, versichert er ihm, dass der Ehemann seiner Tochter ein arbeitender Bauer sein wird. Als Fetinja und Ankudin sich treffen, streiten sie sich über die scheinbar unvereinbaren Versprechen, die der Müller ihnen gegeben hat.

### Dritter Akt
Bauernhaus
In Ankudins Haus erklärt Faddei inmitten von Anjutas Freunden, dass Filimon sowohl als Landbesitzer als auch als aktiver Bauer die Anforderungen sowohl von Ankudin als auch von Fetinja erfüllt. Alle sind zufrieden, und alles endet glücklich.

## Orchester
Die Orchesterbesetzung der Oper umfasst die folgenden Instrumente:
- Holzbläser: Flöte, zwei Oboen (in späteren Aufführungen auch Klarinette und Fagott)
- Blechbläser: zwei Hörner, Trompete
- Streicher
- Basso continuo